# Біловоддя. Таємниця загубленої країни
Біловоддя. Таємниця загубленої країни (рос. Беловодье. Тайна затерянной страны) — російський телесеріал, пригодницька комедія з елементами фентезі, продовження серіалу «Поки цвіте папороть». Прем'єра серіалу відбулася 19 червня 2019 року на телеканалі СТС.

## Сюжет
Минуло три роки після подій телесеріалу «Поки цвіте папороть». Провал землі в покинутому гірському монастирі звільнив силу, яка загрожує життю на Землі. Порятунок криється в магічній країні Біловоддя. Це фільм про нові пригоди Кирила і його друзів. Все починається з публікації книги про те, як герої знайшли квітку папороті і запечатали ворота в зловісний світ Умбри. Тепер друзі стають мішенню мисливців за багатством і владою. Але герої ще не здогадуються, що в Біловодді ведеться своя боротьба, головну роль в якій належить зіграти Кирилу.

## У ролях
- Олександр Петров — Кирило Андрєєв, з 12 серії - один їх Хранителів Біловоддя
- Світлана Суханова — Олександра Андрєєва, сестра Кирила
- Олексій Васильєв — Артур Сташко, блогер, автор книги «Поки цвіте папороть»
- Тетяна Орлова — Раїса Тарасова (тітка Рая), тітка Макса і Дениса
- Павло Крайнов — Максим Стрільців, брат Дениса; лікар за професією
- Роман Курцин — Денис Сергійович Стрільців, брат Макса
- Алла Подчуфарова — Ліка Ізмайлова, ведуча прогнозу погоди на ТБ; дівчина Дениса
- Катерина Єфімова — Свєтка Стрельцова, вагітна дружина Макса
- Дмитро Бедарєв — Ігор Борисович Князєв / Дзеркальник в тілі Князєва
- Залім Мірзоєв — Аржан, земний маг
- Маріанна Шульц — Марія Некрасова, сусідка Ленки і Свєтки, земний маг, помічниця Аржана
- Юлія Самойленко — Агапа, відьма зі світу Умбри
- Максим Важов — Лёнька, колега Дениса по ритуальному бізнесу
- Олена Кутирьова — Свєтка, сестра Льоньки
- Євген Данчевський — Орель, засновник газети «Секретна правда», мільйонер
- Сергій Майоров — Олександр Йосипович, редактор газети «Секретна правда»
- Дарина Макарова — Діна, спільниця Ореля
- Олександр Цой — Пенг, напарник Діни

### Хранителі Біловоддя
- Юрій Воробйов — Вігус
- Семен Ситник — Едмон, один з творців Дзеркальника
- Михайло Хмуров — Клавдій, один з творців Дзеркальника
- Оксана Коростишевська — Стефанія, один з творців Дзеркальника
- Олександр Макаров — Расмус
- Микола Токарєв — Тревіс
- Юлія Мельникова — Наїра
- Наталія Данилова — Верона

## Історія створення
Зйомки серіалу проходили з 25 червня 2013 року  по 17 травня 2014 року . Географія зйомок: Гірський Алтай, Барнаул, Владивосток, Санкт-Петербург, Москва, Крим, Таїланд, Непал .
Прем'єра серіалу планувалася восени 2014 року , але відбулася тільки в 2019 році. Причина: судові розгляди між компаніями, які виробляли серіал.

## Думка про серіал
Катерина Візгалова, оглядач «КІНО-театр.РУ»: «Фільм, звичайно, залипуха, але вона досягається не захоплюючою історією і опрацюванням персонажів, а красивими пейзажами, непоганими для телесеріалу спецефектами, костюмами, і, в першу чергу, безліччю містичних деталей і артефактів: скайп у відрі з водою або тазику, схожа на штопор штука, що відкриває портал між світами, кам'яні книги, скриньки, чаклунська дантева вода, чарівне кільце, отруєний ключ, незрозумілі палиці, сувої».

## Продовження
Одночасно зі зйомками телесеріалу «Біловоддя. Таємниця загубленої країни» у 2013-2014 роках проходили зйомки повнометражного художнього фільму «Останній хранитель Біловоддя». Однак фільм не був доопрацьований через фінансові труднощі та судові процеси між компаніями, що його виробляють.